# Manuel João Ramos
Manuel João Mendes Silva Ramos (nascido em 1960) é um antropólogo português, artista e defensor dos direitos cívicos. .  

## Infância e educação
Manuel João Ramos nasceu em Lisboa. É o filho mais velho do falecido actor Jacinto Ramos.  Licenciou-se em Antropologia na Faculdade de Ciências Sociais e Humanas da Universidade Nova de Lisboa, em 1982. Concluiu o Mestrado em Estudos Literários Comparados em 1987, também em Universidade Nova de Lisboa, e doutorou-se em Antropologia do Simbólico no ISCTE-IUL, depois de seguir cursos doutorais de Cosmologia e Cosmografia Medieval e Renascentista na EHESS, em Paris.

## Carreira
Ingressou no Departamento de Antropologia do ISCTE-IUL em 1984 como assistente estagiário do Prof. José Carlos Gomes da Silva, tendo prosseguido aí a sua carreira até à actualidade, agora como Professor Associado com agregação, especializado em Antropologia do Simbólico e da Cognição. É também é investigador do Centro de Estudos Internacionais do ISCTE-IUL (antigo Centro de Estudos Africanos) e seu subdirector de 2006 a 2016. É o director da Biblioteca Central de Estudos Africanos, uma infraestrutura MERIL, localizada na Biblioteca do ISCTE-IUL. De 2009 a 2016, foi membro da direcção da rede europeia de estudos africanos AEGIS.
Tem mantido uma carreira paralela como desenhador e ilustrador, trabalhando para diversos periódicos portugueses, por vezes em colaboração com o escritor Rui Zink.  Publicou vários dos seus desenhos de viagem em livros de autoria própria ou em colaboração com outros desenhadores. É membro da rede mundial de Urban Sketchers.
Desde a morte da sua filha mais velha, num desastre automóvel em Agosto de 1998,  iniciou um movimento de luta contra a elevada sinistralidade rodoviária em Portugal,  empenhando-se posteriormente a nível europeu e mundial nas causas da redução dos riscos rodoviários e da mobilização para formas de mobilidade mais equitativas e sustentáveis. É, desde a sua fundação, o presidente da Associação de Cidadãos Auto-Mobilizados. A sua mobilização cívica levou Helena Roseta a convidá-lo para formar o movimento Cidadãos Por Lisboa e candidatar-se às eleições autárquicas intercalares de Lisboa, em 2007. Foi eleito vereador da Câmara Municipal de Lisboa, em representação daquele movimento cívico local. Em 2008, foi eleito vice-presidente da Federação Europeia de Vítimas da Estrada (FEVR) e posteriormente membro da direcção das Aliança Global de ONGs dedicadas à Segurança Rodoviária. É atualmente o representante do FEVR na Colaboração das Nações Unidas para a Segurança Rodoviária, um fórum consultivo da ONU.

### Obra principal
As publicações de Manuel João Ramos na área de Antropologia incluem estudos sobre simbolismo e mitologia cristãos (os seus Ensaios em mitologia cristã: as metamorfoses do Prester John, foram publicados pela primeira vez em português em 1997, e posteriormente traduzidos para inglês em 2006) e investigação sobre tradições orais etíopes (Histórias Etíopes: Diário de Viagem, 2000, nova edição em 2010 e tradução inglesa em 2018). Com os historiadores Isabel Boavida e Hervé Pennec, publicou uma edição crítica da História da Etiópia do padre jesuíta Pedro Páez, primeiro em português em 2008, na coleção de Obras Primas da Literatura Portuguesa e depois na Sociedade Hakluyt (Pedro Páez's History of Ethiopia, 1622, em 2 vols. com tradução de Christopher Tribe).

### Livros e capítulos de livros
- Ensaios de mitologia cristã: o Preste João e a reversibilidade simbólica . Lisboa: Assírio & Alvim, 1997 ( ISBN 978-9723704174 ).
- "Machiavellian Empowerment and Disempowerment. The Violent Struggle for Power in 17th Century Ethiopia", em Angela Cheater (ed.), The Anthropology of Power: Empowerment and Disempowerment in Changing Structures. Londres - Nova York: Routledge, 1999.
- Histórias Etíopes: Diário de viagem . Lisboa: Assírio & Alvim, 2000.
- Sinais do Trânsito . Lisboa: Assírio & Alvim, 2000.[9]
- "Nem mais nem menos? Literalidade e problematização em antropologia". In María Cátedra (coord.) La Mirada Cruzada. Madrid: Catarata, 2002.
- Essays in Christian Mythology: the metamorphoses of Prester John. Langham: University Press of America, 2006 ( ISBN 978-0-7618-3388-8 ).
- Memórias dos Pescadores de Sesimbra: Santiago de Sesimbra no Início dos Anos Oitenta do Séc. XX . Memórias da Sociedade de Geografia de Lisboa 10. Lisboa: SGL, 2009.
- Histórias Etíopes: Diário de Viagem . Lisboa: Edições Tinta da China, 2010 (Segunda edição: ISBN 978-989-671-034-7 ).
- "From Beleaguered Fortresses to Belligerent Cities". In Alexandra Dias (coord.) State and Societal Challenges in the Horn of Africa: Conflict and processes of state formation, reconfiguration and disintegration. Lisbonne: EBook'IS, 2013. (ISBN 978-972-8335-23-6)
- Of Hairy Kings and Saintly Slaves. Canon Pyon: Sean Kingston Publishing, 2018 ( ISBN 978-1-907774-19-5 ).[10]

### Volumes editados
- Carta do Preste João das Índias: versões medievais latinas, editadas e apresentadas por MJ Ramos, traduzidas do latim por Leonor Buescu.  Lisboa: Assírio & Alvim, 1998.
- A Pintura Narrativa Etíope: Arte Narrativa na Etiópia . Com João Paulo Cotrim. Lisboa: Bedeteca de Lisboa - Câmara Municipal de Lisboa, 2000.
- A Matéria do património: memórias e identidades. Lisboa: Colibri, 2003.
- Konso-Harar: fotoetnografias na Etiópia. Lisboa: Assírio & Alvim, 2003.
- The Indigenous and the Foreign in Christian Ethiopian Art: On Portuguese-Ethiopian contacts in the 16th-17th centuries. Com Isabel Boavida. Aldershot: Ashgate, 2004.
- Espírito de missão, número temático dos Cadernos de Estudos Africanos, 15. Com Rodolfo Soares. Lisboa: Centro de Estudos Africanos - ISCTE, 2008.
- The Walker and the City. Com Mário J. Alves. Lisboa: Associação de Cidadãos Auto-Mobilizados, 2010.
- Memória e Artifício: Matéria do património II . Com António Medeiros. Memórias da Sociedade de Geografia de Lisboa 11. Lisboa: SGL, 2010.
- Risco e trauma rodoviários em Portugal . Lisboa: Associação de Cidadãos Auto-Mobilizados, 2011.
- Pedro Páez's History of Ethiopia, 1622, 2 vols. Com Isabel Boavida e Hervé Pennec. Traduzido por Christopher Tribe. Londres: Sociedade Hakluyt, 2011.
- African Dynamics in a Multipolar World  (avec Ulf Engel). Leiden: Brill, 2013.
- Fluid Networks and Hegemonic Powers in the Western Indian Ocean (avec Iain Walker et Preben Kaarsholm). Lisbonne: EBook'IS, 2017.

### Artigos em revistas
- “O Durkheimeanismo Hoje – Classificações, Hierarquias, Ambiguidades”. Trabalhos de Arqueologia e Etnologia. 36, 1996. pp. 73-89.
- “Origen y evolución de una imagen Cristo-mimética: el Preste Juan en el tiempo y el espacio de las ideas cosmológicas europeas”. Politica y Sociedad. 25, 1997. pp. 37-43.
- A Sisígia nos Bestiários Medievais: Confronto, Combinação, Transformação”. Etnográfica, 1 (1), 1997. pp. 97–112.
- “On the Embedment of Classical Models of Dichotomy in Modern Anthropology: the Case of Literacy Studies”. Trabalhos de Arqueologia e Etnologia. 39, 3-4, 1999. p. 61-80.
- “Ambiguous Legitimacy: The Legend of the Queen of Sheba in Popular Ethiopian Painting” (avec Isabel Boavida). Annales d’Ethiopie, 21, 2005. pp. 84–92.
- “Stop the academic world, I wanna get off in Quai Branly. Of sketchbooks, museums and anthropology”. Cadernos de Arte e Antropologia. 4 (2), 2015. pp. 141–178.
- (avec Aina Azevedo) “Drawing close: on visual engagements in fieldwork, drawing workshops and the anthropological imagination”. Visual Ethnography. 5 (1), 2016. 135-160.
- (avec Daniel Malet Calvo) “Suddenly last summer: how the tourist tsunami hit Lisbon”. Revista Andaluza de Antropología. 15, 2018. pp. 47–73.
- “Castle Building in SeventeenthCentury Gondär (Ethiopia)”. Aethiopica: International Journal of Ethiopian and Eritrean Studies. 7, 2018. pp. 25–42.
- “Ceci n’est pas un Dessin: Notes on the Production and Sharing of Fieldwork Sketches”. Cadernos de Arte e Antropologia. 8 (2), 2019. pp. 57–64.

### Obra literária e artística
- Os Surfistas, de Rui Zink; ilustrações de Manuel João Ramos. Lisboa: Publicações Dom Quixote. 2002.
- Major Alverca, por Manuel João Ramos e Rui Zink. Lisboa: Publicações Dom Quixote, 2003.
- Série O Bebé que (incluindo The Boy Who didn't like Television. Nova York: McAdam / Cage, 2004.)
- Traços de Viagem, de Manuel João Ramos. Lisboa: Livraria Bertrand, 2009.

### Traduções
- Mitos e símbolos na arte e civilização indianas . por Heinrich Zimmer, Tradução de Manuel João Ramos e Ana Vasconcelos e Melo. (introdução de José Carlos Gomes da Silva). Lisboa: Assírio & Alvim, 1996.
- Sonhos, ilusão e outras realidades de Wendy Doniger O'Flaherty, Tradução de Manuel João Magalhães, revista por Manuel João Ramos. Introdução de José Carlos Gomes da Silva,  Lisboa: Assírio & Alvim, 2003.